# 四川美术学院
29°29′25″N 106°32′14″E / 29.49028°N 106.53722°E
四川美术学院，簡稱：四川美院或川美。位於中國直轄市重慶，是西南地區唯一一所高等美術院校，提供本科至博士學位的藝術教育。學校为中国独立建制的31所普通高等艺术院校之一，中国八大美術學院之一。
學校擁有黄桷坪與虎溪兩個校區，分別位于中国重庆市九龙坡区黄桷坪與沙坪壩區大學城。現校名由郭沫若题写。

## 历史沿革
成都艺术专科学校曾名中华工艺社、四川省艺术专科学校，1950年与南虹艺专合并改称成都艺术专科学校，由李有行等六位留学生在成都创办。1950年，由贺龙、刘伯承元帅创办的西北军政大学艺术学院的一部分艺术骨干战士随军南下，在重庆九龙坡区黄桷坪创立西南人民艺术学院。1953年与成都艺术专科学校合并成立了西南美术专科学校，1959年更名为四川美术学院，是当时中国五大美术院校之一，也是西南地区唯一的高等美术学府。
- 1940年，由李有行创办四川省立艺术专科学校担任校长至1949年。
- 1953年，西南人民艺术学院美术系与成都艺术专科学校美术系科合并，建立西南美术专科学校，开设绘画系绘画专业，雕塑系雕塑专业，实用美术系印染设计专业，漆器设计专业，学制三年。
- 1954年，创办附属中等美术学校，中专性质，招收初中毕业生，学制四年。
- 1956年，绘画系分设中国画专业、版画专业、油画专业。实用美术系增设陶瓷设计专业。
- 1958年，实用美术系增设装潢设计专业。
- 1959年，西南美术专科学校更名为四川美术学院。实用美术系改名为工艺美术系。设中国画、油画、版画、雕塑、染织美术设计、漆器美术设计、陶瓷美术设计、装潢美术设计八个专业，学制均改为四年本科制。
- 1979年，经国务院学位委员会批准，学院首次招收攻读研究生。
- 1981年，国务院学位委员会批准中国画、版画、雕塑、染织美术设计、漆器美术设计、陶瓷美术设计、装潢美术设计专业获学士学位授位权。油画艺术研究、雕塑艺术研究获硕士学位授予权。雕塑系雕塑专业四年本科学制改为五年本科学制。增设美术师范专修科，学制三年。
- 1984年，国务院学位委员会批准中国画、版画、漆器美术设计专业获硕士学位授予权。开始接受国外留学生、进修生。
- 1986年，国务院学位委员会批准染织美术设计、陶瓷美术设计、装潢美术设计专业获硕士学位授予权。省教委批准美术师范专科毕业生择优选拔10—20%的优秀学生升入本科。
- 1988年，省教委批准撤销绘画系，新建中国画系中国画专业，油画系油画专业，版画系版画专业。建立美术教育系，设美术教育专业。
- 1992年，省教委批准撤销工艺美术系，新建：染织服装设计系，设染织艺术设计专业，试办服装艺术设计专业；装潢环境艺术系，设装潢艺术设计专业；试办环境艺术设计专业；工艺设计系，设陶瓷艺术设计专业，工业设计专业，试办装饰艺术设计班。省教委批准油画系油画专业为省重点学科。
- 1993年，省教委批准装潢环境艺术系设环境艺术设计专业，工艺设计系设工业设计专业。
- 1994年，省教委批准染织服装设计系设服装艺术设计专业。批准染织服装设计系更名为装饰设计系，并试办室内装饰班。
- 2006年，国务院学位委员会批准学校为艺术学硕士学位一级学科授权点。
- 2010年，学校获得艺术硕士专业学位授权点。
- 2011年，艺术学作为学科门类设置后，学校获得了美术学、设计学、艺术学理论和戏剧与影视学四个一级学科硕士学位授权点。
- 2014年，学校获得风景园林专业学位授权点。
- 2018年11月28日，四川美术学院国际设计学院正式签约落户重庆两江新区悦来片区。
- 2020年7月2日，加入成渝地區雙城經濟圈高校藝術聯盟。
- 2021年，四川美術學院批准成為博士學位授予單位，新增美術學、設計學兩個一級學科博士學位授權點。[2]

## 院系概況
學校佔地總面積1350畝；設有11個二級學院，開設25個本科專業；擁有2個一級學科博士學位授權點、4個一級學科碩士學位授權點、2個碩士專業學位授權點；有教職工829人，專任教師615人；在校本碩博和留學生約8000人。學校擁有大型的罗中立美術館。

## 历任院长
- 李有行，1940年-1953年
- 叶毓山，1983年-1993年
- 罗中立，1998年-2015年
- 庞茂琨，2015年-2024年
- 焦兴涛，2024年 至今

## 校友
- 叶毓山
- 罗中立
- 张晓刚
- 何多苓